# Tiszainoka
Tiszainoka è un comune dell'Ungheria di 410 abitanti (dati 2010). È situato nella contea di Jász-Nagykun-Szolnok.